# Арнекамани

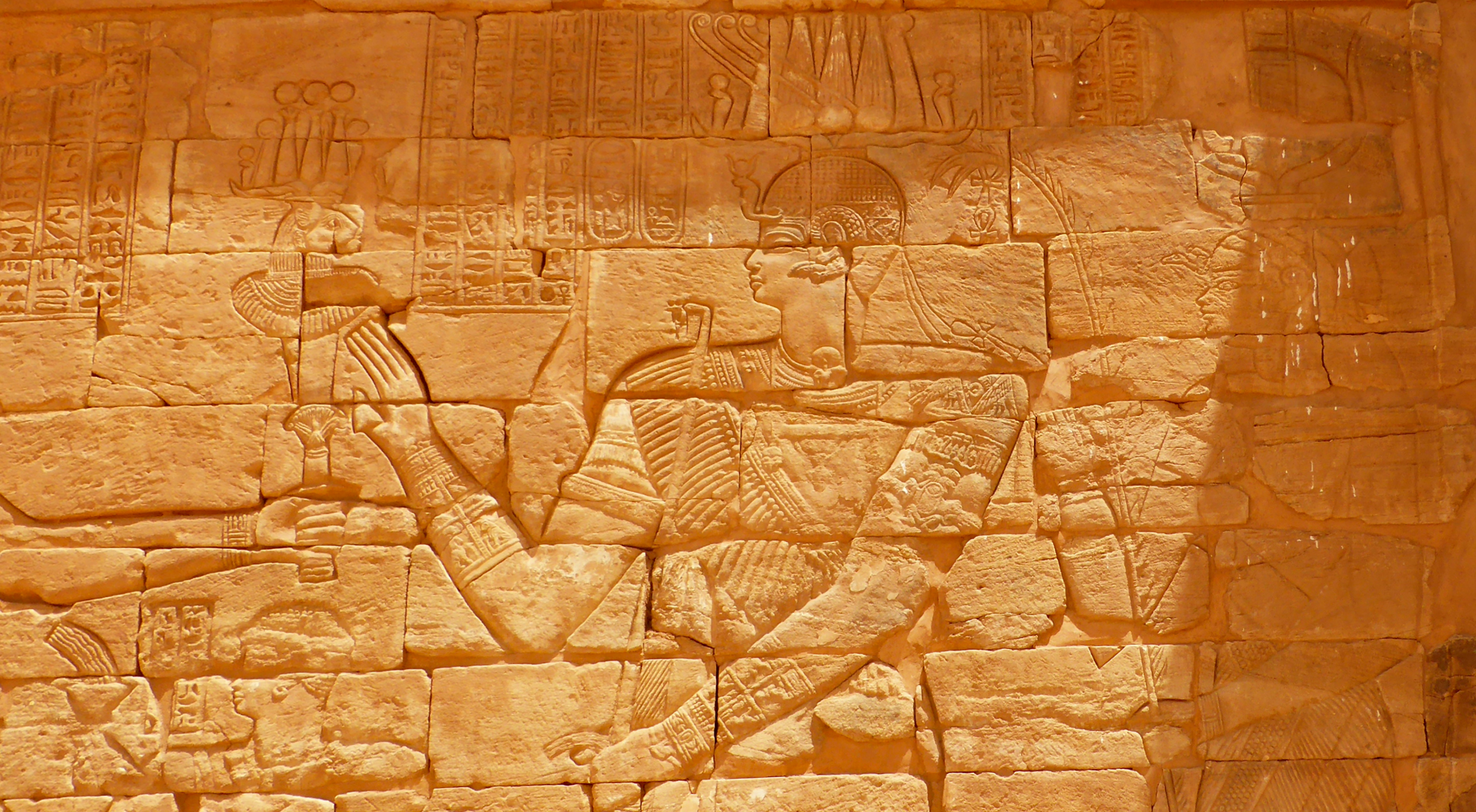
Изображение Арнекамани на стене храма не далеко от Мероэ

Арнекамани — царь Куша (Нубия), правивший во второй половине III века до н. э.

## Биография
Арнекамани известен своими строительными работами в храме Апедемака, который он, вероятно, и начал строить. Храм располагается в Мусаварате. Его постройка не была закончена, возможно из-за того, что правитель умер раньше завершения строительства, и работы в храме остановились. Место погребения, а следовательно и пирамида Арнекамани, неизвестны.
Правление Арнекамани в Куше можно отнести к периоду от 220 года до н. э., поскольку царь изменил в своём титуле посвящение богам: «Арнекамани, любимый Амуном» на «Арнекамани, любимый Исидой». Последнее посвящение отчётливо ориентируется на титул Птолемея IV Филопатора, который в 221 году до н. э. взойдя на трон Египта, также провозгласил себя «любимым Исидой». Возможно, это свидетельствует также о вытеснении культа Амона местным божеством Апедемаком, которому Арнекамани посвятил храмовый комплекс в Мусавварат-эс-Суфра.